# A.B. van Tienhoven

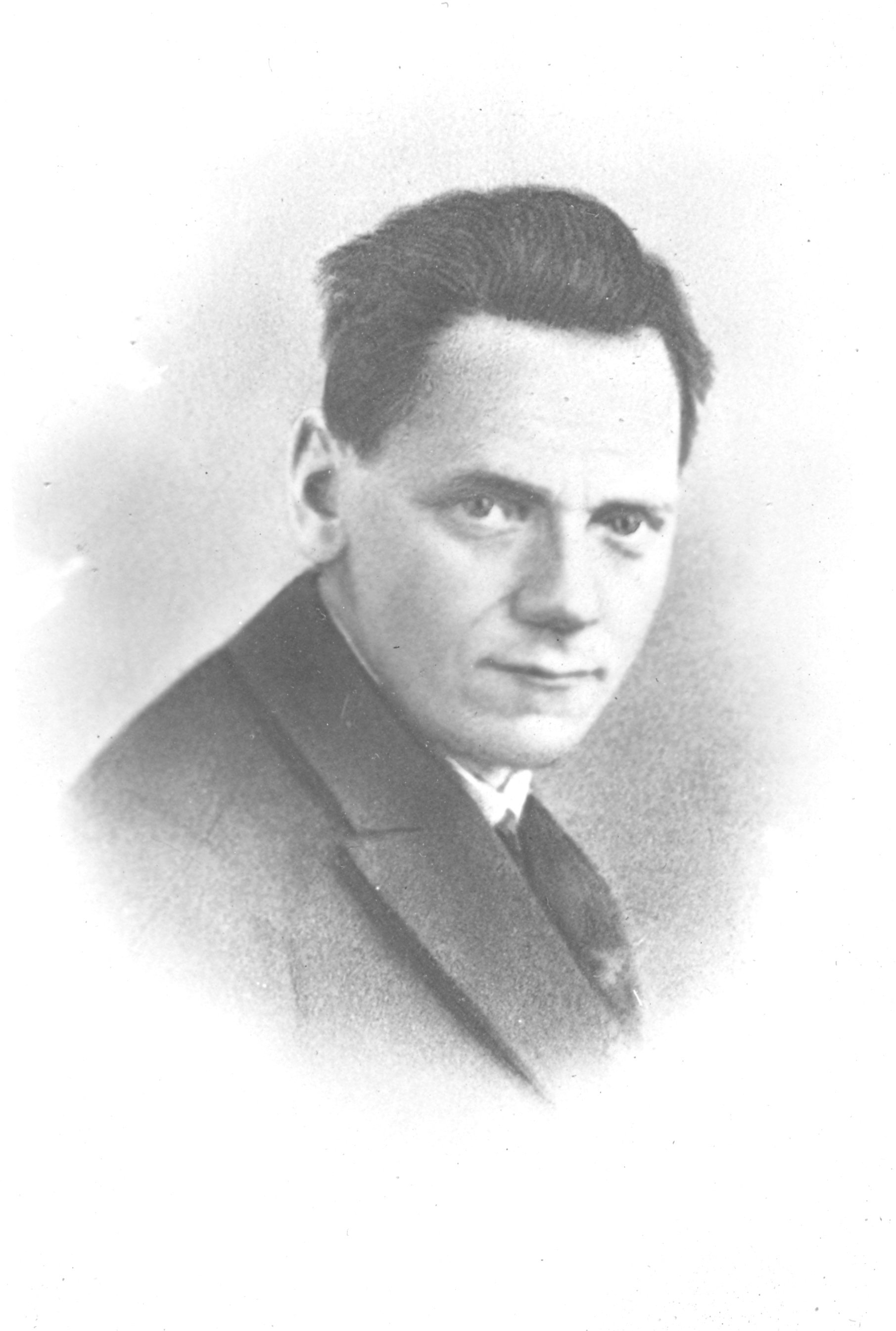
A.B. van Tienhoven ca. 1920

Adrianus Baltus van Tienhoven (Gorinchem, 10 mei 1888 – Amsterdam, 23 augustus 1931) was een Nederlandse journalist en schrijver van kinderverhalen en versjes.
Hij schreef onder andere columns over het mondaine leven in Den Haag, eerst (vanaf 1916) onder het pseudoniem Ari (de column Een vleugje Haagsche wind in De Groene), en vanaf 1919 onder het pseudoniem Flaneur (de column Haagsche Brieven in De Nieuwe Courant).
Hij deed - voor zover bekend - als eerste journalist in Nederland verslag van het Cabaret Voltaire van de kunstbeweging Dada, waarvan hij in 1916 in Zürich een optreden had bijgewoond. Dit artikel verscheen in De Nieuwe Amsterdammer. Andere tijdschriften waar hij voor schreef, waren De Revue der Sporten en Ons Eigen Tijdschrift.
In 1921 trouwde hij met Willy Pétillon, schrijfster van meisjesboeken, met wie hij twee kinderen kreeg; Ari (1922) en Ariëtte (1924). Zij scheidden in 1929. Korte tijd later overleed hij, op 43-jarige leeftijd.
Arius, de oudere broer van Van Tienhoven, genoot landelijke bekendheid als oorlogschirurg in Servië en nabij Parijs tijdens de Balkanoorlogen en de Eerste Wereldoorlog.
De veronderstelling dat Van Tienhoven een kleinzoon was van Gijsbert van Tienhoven is onjuist. Van Tienhovens vader Bertus Daniel was een volle neef van deze Gijsbert (hun vaders waren broers), telgen uit het geslacht Van Tienhoven.